# Тишаков, Василий Фёдорович
Василий Фёдорович Тишаков — командир отделения разведки 937-го артиллерийского полка 364-й стрелковой дивизии 3-й ударной армии 1-го Белорусского фронта, ефрейтор.

## Биография
Родился 19 сентября 1924 года в деревне Галичья Гора Задонского района Липецкой области в крестьянской семье. Русский. Член ВКП/КПСС с 1944 года. Окончил 8 классов.
В Красную Армию призван в июле 1942 года. В боях Великой Отечественной войны с февраля 1943 года.
Разведчик 937-го артиллерийского полка ефрейтор Василий Тишаков 21 января 1944 года в бою в 20-и километрах юго-западнее села Путилово Волховского района Ленинградской области скрытно пробрался в расположение противника, подавил пулемётную точку, из личного оружия истребил до десяти гитлеровцев. Приказом по 364-й стрелковой дивизии от 5 февраля 1944 года за мужество и отвагу, проявленные в боях, ефрейтор Тишаков Василий Фёдорович награждён орденом Славы 3-й степени.
1-2 марта 1945 года в бою у населённого пункта Хассендорф, расположенного северо-восточнее города Реетц — ныне Реч командир отделения разведки 937-го артиллерийского полка Тишаков В. Ф., корректируя огонь батареи, вывел из строя три пулемёта, противотанковое орудие, три миномёта, рассеял и частично уничтожил до взвода пехоты противника, за что 19 марта 1945 года повторно награждён орденом Славы 3-й степени.
Указом Президиума Верховного Совета СССР от 19 августа 1955 года за образцовое выполнение заданий командования в боях с немецко-фашистскими захватчиками Тишаков Василий Фёдорович перенаграждён орденом Славы 1-й степени.
14 апреля 1945 года близ населённого пункта Золиканте, находящегося западнее города Кинитц (нем. Kienitz) при прорыве вражеской обороны выявил три огневые точки, которые по его целеуказаниям были подавлены артиллерийской батареей. Был ранен, но остался в строю. Приказом по 3-й ударной армии от 25 мая 1945 года за мужество и отвагу, проявленные в боях, ефрейтор Тишаков Василий Фёдорович награждён орденом Славы 2-й степени.
В поверженной столице фашистской Германии — Берлине, на одной из колонн гитлеровского рейхстага Василий Тишаков оставил свою подпись, а 24 мая 1945 года участвовал в историческом Параде Победы на Красной площади в Москве.
В 1947 году В. Ф. Тишаков демобилизован. Вернулся на родину. Работал дежурным по железнодорожной станции «Дон». За добросовестный многолетний труд удостоен звания «Почётный железнодорожник». Участник Парада Победы 1995 года и праздничных мероприятий, посвящённых 60-летию Великой Победы, в городе-герое Москве.
Жил в городе Липецк. Скончался 20 января 2009 года.
Награждён орденами Отечественной войны 1-й степени, Красной Звезды, Славы 1-й, 2-й и 3-й степени, медалями.